# Achetaria caparaoensis
Achetaria caparaoensis är en grobladsväxtart som först beskrevs av Alexander Curt Brade, och fick sitt nu gällande namn av V.C.Souza. Achetaria caparaoensis ingår i släktet Achetaria och familjen grobladsväxter. Inga underarter finns listade i Catalogue of Life.